# Cloșca (okręg Konstanca)
Cloșca – wieś w Rumunii, w okręgu Konstanca, w gminie Horia. W 2011 roku liczyła 110 mieszkańców.